# Pișceanka, Zinkiv
Pișceanka (în ucraineană Піщанка) este un sat în comuna Deikalivka din raionul Zinkiv, regiunea Poltava, Ucraina.

## Demografie
Componența lingvistică a localității Pișceanka
     Ucraineană (100%)
Conform recensământului din 2001, toată populația localității Pișceanka era vorbitoare de ucraineană (100%).